# Erich Hoepner
Erich Kurt Richard Hoepner (Fráncfort del Óder, 14 de septiembre de 1886 - Berlín, 8 de agosto de 1944) fue un Generaloberst alemán que participó en la Segunda Guerra Mundial, destacando como jefe de unidades blindadas. Fue ejecutado por participar en el atentado fallido contra Hitler el 20 de julio de 1944.

## Biografía

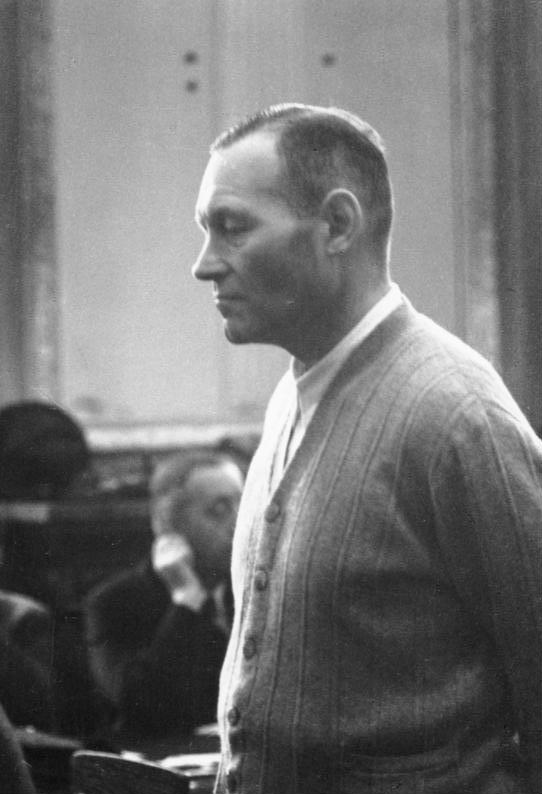
Hoepner en el juicio de 1944.

Se alistó en el Ejército alemán en 1905 como cadete oficial, fue ascendido a teniente en 1906 y participó como oficial de caballería en la Primera Guerra Mundial, consiguiendo el rango de capitán (Rittmeister).
Permaneció en la Reichswehr durante la República de Weimar y ascendió a general en 1936. Hoepner fue uno de los primeros partidarios de la guerra blindada; fue ascendido a teniente general y puesto al frente del XVI Cuerpo en 1938.
Llamado "Der Alte Reiter" (El Viejo Caballero), participó en la invasión de Polonia y Francia al frente del XVI Cuerpo, obteniendo por su actuación la Cruz de Caballero de la Cruz de Hierro. Nombrado coronel general en 1941 mandó el 4.º Grupo Panzer dentro del Grupo de Ejércitos Norte en la invasión de Rusia, cuyo objetivo era ocupar los Estados Bálticos y Leningrado.
A raíz de la derrota en la Batalla de Moscú en 1942, fue relevado por Hitler, siendo además expulsado de la Wehrmacht y perdiendo todas sus condecoraciones y sus derechos por el retiro. Inició entonces una lucha legal para que dichos derechos le fueran restituidos.
Aunque opuesto al Tratado de Versailles, fue un temprano opositor a Hitler, participando en varias conspiraciones para eliminarlo, como los complots de 1938 y 1939. Después de un período de relativa calma volvió a la oposición después de su destitución.
Participó en el complot del 20 de julio, estando presente además en el Bendlerblock con Friedrich Olbricht, Claus von Stauffenberg, Albrecht Mertz von Quirnheim y Werner von Haeften. Después del fracasado intento de golpe de Estado, mantuvo conversaciones con el General Friedrich Fromm para no ser fusilado con los demás.
Fue arrestado y torturado por la Gestapo, se le sometió a juicio en el Volksgerichtshof y el infame  juez Roland Freisler lo condenó a la horca. Fue ahorcado el 8 de agosto de 1944 en la prisión de Plötzensee de Berlín.

## Condecoraciones
- Eisernes Kreuz II. Klasse 1914 (Cruz de Hierro 2.ª Clase de 1914)
- Eisernes Kreuz I. Klasse 1914 (Cruz de Hierro 1.ª Clase de 1914)
- Hohenzollernscher Hausorden Ehrenkomturkreuz (Orden de la Casa de Hohenzollern - Cruz de Honor de Comandante)
- Ehrenkreuz 1914-1918 (Cruz de Honor 1914-1918)
- 1939 Spange zum Eisernes Kreuz 2er Klasse 1914 (Broche de 1939 para la Cruz de Hierro 2.ª Clase de 1914)
- 1939 Spange zum Eisernes Kreuz 1.er Klasse 1914 (Broche de 1939 para la Cruz de Hierro 1.ª Clase de 1914)
- Dienstauszeichnung der Wehrmacht 3.Klasse, 12 Jahre (Premio por 12 años de servicios)
- Dienstauszeichnung der Wehrmacht 2. Klasse, 18 Jahre (Premio por 18 años de servicios)
- Panzerkampfabzeichen (Insignia de combate de tanques)
- Ritterkreuz des Eisernen Kreuzes (Cruz de Caballeros de a Cruz de Hierro)